# Casa Sotomayor
La Casa Sotomayor es una casa en la ciudad de Huancayo, Perú. Se encuentra en el corazón de la zona monumental de la ciudad y desde 1988 ha sido declarado Monumento Histórico del Perú.
La casa se ubica en la quinta cuadra de la Calle Real, la principal vía de la ciudad. Consta de dos plantas destacando, en el primer nivel, cuatro puertas y, en el segundo, tres balcones mínimos y con antepechos formados por columnas. Su uso actual es comercial. El 12 de noviembre de 1988 se publicó la Resolución Jefatural N° 284-88-INC/J de fecha 18 de mayo de ese año mediante la cual el Instituto Nacional de Cultura declaró este inmueble como Monumento Histórico Nacional.